# Familie Baha’u’llahs

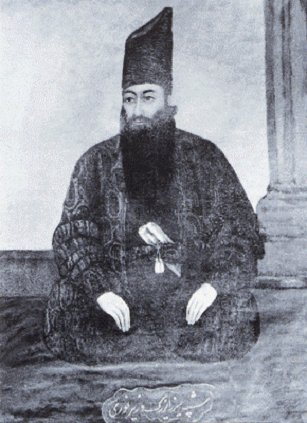
Mirza Buzurg, Baha’u’llahs Vater

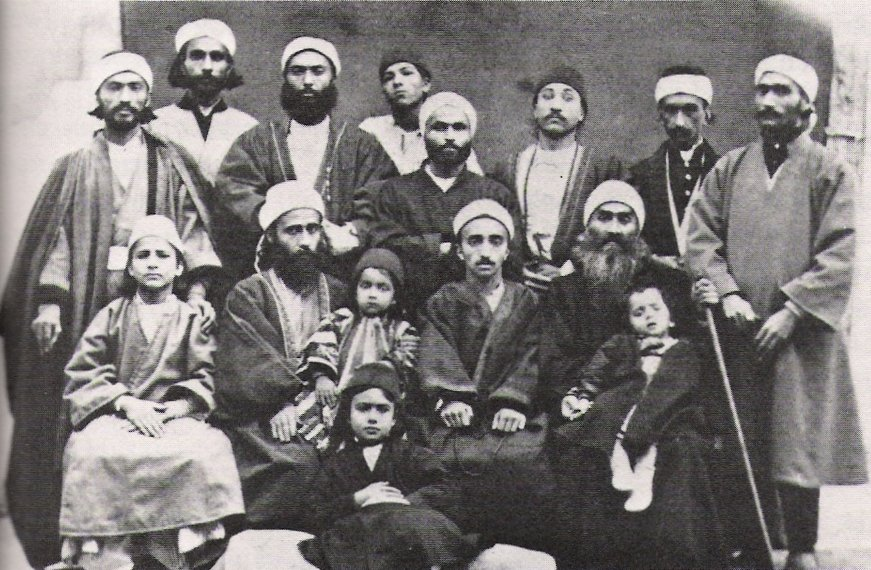
Einige Familienangehörige Baha’u’llahs 1868 in Adrianopel

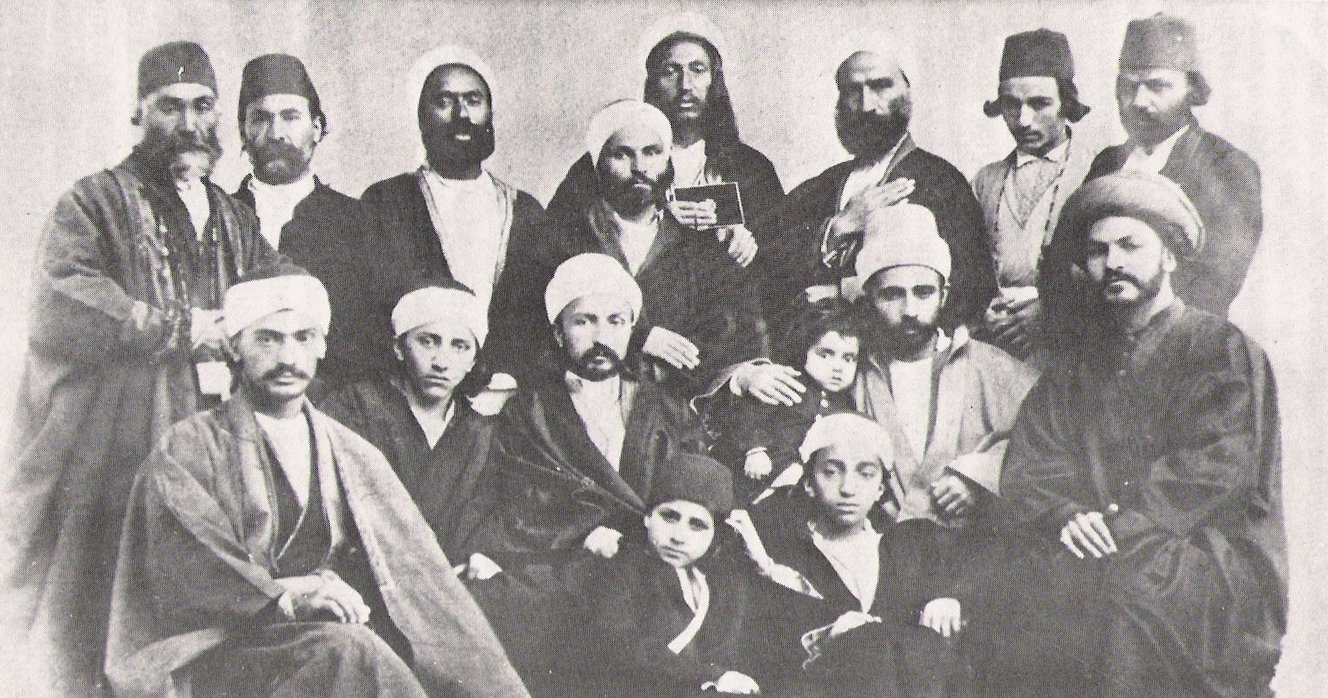
Abdu’l Baha mit einigen Brüdern und Halbbrüdern sowie weiteren Bahai 1868 in Adrianopel

Die Familie Baha’u’llahs oder Heilige Familie Baha’u’llahs ist die Familie des persischen Stifters der Bahai-Religion und hat in der Geschichte der Bahai-Religion eine bedeutende Stellung, da manche der bedeutenden Bahai mit Baha’u’llah verwandt waren. Daher ist die Bedeutung der Familie für den Bahai-Glauben vergleichbar mit der Familie Mohammeds in der Geschichte des Islam. Baha’u’llah selbst wurde 1817 als Sohn von Khadijih Khanum und Mirza Buzurg in Teheran geboren. Insgesamt hatte Baha’u’llah drei Frauen, mit denen er 14 Kinder hatte.

## Asiyih Khanum
Asiyih Khanum (1820–1886) war Baha’u’llahs erste Frau und sie heirateten zwischen dem 24. September und dem 22. Oktober 1835 in Teheran. Ihre gemeinsamen Kinder waren Abdu’l Baha (1844–1921), Bahiyyih Khanum (1846–1932) und Mirza Mihdi (1848–1870). Daneben hatten sie noch die Kinder Kazim (starb mit unbekanntem Alter in Persien), Sadiq (wurde nur drei bis vier Jahre alt), Ali Muhammad (starb im Alter von sieben Jahren in Māzandarān) und Ali Muhammad (starb im Alter von zwei Jahren in Bagdad).

## Fatimih
Fatimih (1828–1904) war Baha’u’llahs zweite Frau und sie heirateten 1849 in Teheran. Mit ihr hatte er die Kinder Samadiyyih (?–1904/1905), Mirza Muhammad Ali (1853–1937), Diya’u’llah (1864–1898) und Badi’u’llah (1867–1950). Weitere Kinder waren Ali Muhammad (starb im Alter von nur zwei Jahren in Bagdad) und Sadhij’iyyih Khanum (wurde in Bagdad geboren und starb mit nur zwei Jahren in Konstantinopel).

## Gawhar
Gawhar (?–1892/1921) war Baha’u’llahs dritte Frau und sie heirateten 1862 in Bagdad. Ihr einziges gemeinsames Kind war Furughiyyih.